# Hinos délficos

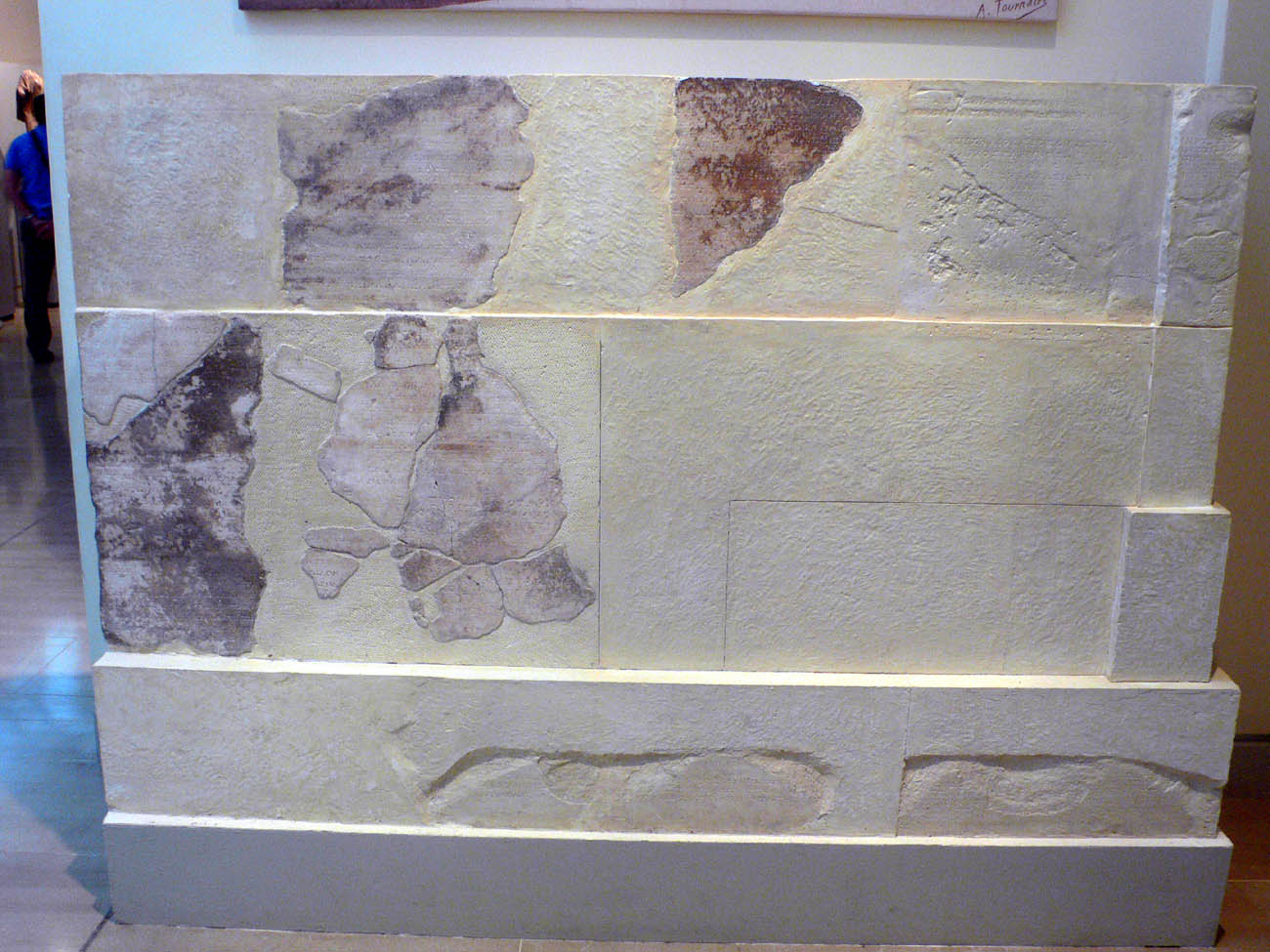
Fragmentos de ambos os hinos no Museu Arqueológico de Delfos

Os hinos délficos são duas composições musicais da Grécia Antiga, que sobrevivem em fragmentos substanciais. Por muito tempo foram considerados como datados de cerca de 138 a.C. e 128 a.C., respectivamente, mas estudos recentes mostraram que provavelmente foram escritos para serem apresentados nas pitaides atenienses em 128 a.C. Se de fato data de dez anos antes do segundo, o Primeiro Hino Délfico é o mais antigo exemplo inequívoco de música notada de qualquer lugar do mundo ocidental cujo compositor é conhecido pelo nome. As inscrições indicam que o Primeiro Hino Délfico foi escrito por Ateneu, filho de Ateneu, enquanto Limênio é creditado como o compositor do Segundo Hino Délfico.